# Список наград и номинаций Мартина Скорсезе
Ниже приводится список наград и номинаций, полученных американским режиссёром, продюсером и сценаристом Мартином Скорсезе, за его работу в киноиндустрии.
На протяжении своей плодотворной карьеры Скорсезе становился обладателем множества наград, на национальном и на международном уровне. Имея десять номинаций на премию «Оскар» за лучшую режиссуру, он является обладателем званий самого номинированного из ныне живущих режиссёров (у Стивена Спилберга — 9) и второго самого номинированного режиссёра в истории мирового кинематографа (уступая только Уильяму Уайлеру, имеющему 12 номинаций). Свой первый и на данный момент единственный «Оскар» Скорсезе получил за фильм «Отступники».
Десять фильмов, снятых Скорсезе как режиссёром, были номинированы на «Оскар» за лучший фильм: «Таксист» (1976), «Бешеный бык» (1980), «Славные парни» (1990), «Банды Нью-Йорка» (2002), «Авиатор» (2004), «Отступники» (2006), «Хранитель времени» (2011), «Волк с Уолл-стрит» (2013), «Ирландец» (2019) и «Убийцы цветочной луны» (2023).

## Главные награды

### Премия «Оскар»[5]
| Год  | Категория                      | Фильм                      | Результат | Пр.    |
| ---- | ------------------------------ | -------------------------- | --------- | ------ |
| 1981 | Лучшая режиссура               | Бешеный бык                | Номинация | [ 6 ]  |
| 1989 | Лучшая режиссура               | Последнее искушение Христа | Номинация | [ 7 ]  |
| 1991 | Лучшая режиссура               | Славные парни              | Номинация | [ 8 ]  |
| 1991 | Лучший адаптированный сценарий | Славные парни              | Номинация | [ 8 ]  |
| 1994 | Лучший адаптированный сценарий | Эпоха невинности           | Номинация | [ 9 ]  |
| 2003 | Лучшая режиссура               | Банды Нью-Йорка            | Номинация | [ 10 ] |
| 2005 | Лучшая режиссура               | Авиатор                    | Номинация | [ 11 ] |
| 2007 | Лучшая режиссура               | Отступники                 | Победа    | [ 12 ] |
| 2012 | Лучший фильм                   | Хранитель времени          | Номинация | [ 13 ] |
| 2012 | Лучшая режиссура               | Хранитель времени          | Номинация | [ 13 ] |
| 2014 | Лучший фильм                   | Волк с Уолл-стрит          | Номинация | [ 14 ] |
| 2014 | Лучшая режиссура               | Волк с Уолл-стрит          | Номинация | [ 14 ] |
| 2020 | Лучший фильм                   | Ирландец                   | Номинация | [ 15 ] |
| 2020 | Лучшая режиссура               | Ирландец                   | Номинация | [ 15 ] |
| 2024 | Лучший фильм                   | Убийцы цветочной луны      | Номинация | [ 16 ] |
| 2024 | Лучшая режиссура               | Убийцы цветочной луны      | Номинация | [ 16 ] |

### Премия BAFTA[17]
| Год                                       | Категория                                 | Фильм                                      | Результат                                 | Пр.                                       |
| Премия Британской Академии в области кино | Премия Британской Академии в области кино | Премия Британской Академии в области кино  | Премия Британской Академии в области кино | Премия Британской Академии в области кино |
| ----------------------------------------- | ----------------------------------------- | ------------------------------------------ | ----------------------------------------- | ----------------------------------------- |
| 1976                                      | Лучшая режиссура                          | Алиса здесь больше не живёт                | Номинация                                 | [ 18 ]                                    |
| 1977                                      | Лучшая режиссура                          | Таксист                                    | Номинация                                 | [ 19 ]                                    |
| 1984                                      | Лучшая режиссура                          | Король комедии                             | Номинация                                 | [ 20 ]                                    |
| 1991                                      | Лучший фильм                              | Славные парни                              | Победа                                    | [ 21 ]                                    |
| 1991                                      | Лучшая режиссура                          | Славные парни                              | Победа                                    | [ 21 ]                                    |
| 1991                                      | Лучший адаптированный сценарий            | Славные парни                              | Победа                                    | [ 21 ]                                    |
| 2003                                      | Лучшая режиссура                          | Банды Нью-Йорка                            | Номинация                                 | [ 22 ]                                    |
| 2005                                      | Лучшая режиссура                          | Авиатор                                    | Номинация                                 | [ 23 ]                                    |
| 2007                                      | Лучшая режиссура                          | Отступники                                 | Номинация                                 | [ 24 ]                                    |
| 2012                                      | Лучший документальный фильм               | Джордж Харрисон: жизнь в материальном мире | Номинация                                 | [ 25 ]                                    |
| 2012                                      | Лучшая режиссура                          | Хранитель времени                          | Номинация                                 | [ 25 ]                                    |
| 2014                                      | Лучшая режиссура                          | Волк с Уолл-стрит                          | Номинация                                 | [ 26 ]                                    |
| 2020                                      | Лучший фильм                              | Ирландец                                   | Номинация                                 | [ 27 ]                                    |
| 2020                                      | Лучшая режиссура                          | Ирландец                                   | Номинация                                 | [ 27 ]                                    |
| 2024                                      | Лучший фильм                              | Убийцы цветочной луны                      | Номинация                                 | [ 28 ]                                    |
| Детская премия BAFTA                      |                                           |                                            |                                           |                                           |
| 2012                                      | Лучший полнометражный фильм               | Хранитель времени                          | Номинация                                 | [ 29 ]                                    |

### Премия «Золотой глобус»[30]
| Год  | Категория                  | Фильм                 | Результат | Пр.    |
| ---- | -------------------------- | --------------------- | --------- | ------ |
| 1981 | Лучшая режиссёрская работа | Бешеный бык           | Номинация | [ 31 ] |
| 1991 | Лучшая режиссёрская работа | Славные парни         | Номинация | [ 32 ] |
| 1991 | Лучший сценарий            | Славные парни         | Номинация | [ 32 ] |
| 1994 | Лучшая режиссёрская работа | Эпоха невинности      | Номинация | [ 33 ] |
| 1996 | Лучшая режиссёрская работа | Казино                | Номинация | [ 34 ] |
| 2003 | Лучшая режиссёрская работа | Банды Нью-Йорка       | Победа    | [ 35 ] |
| 2005 | Лучшая режиссёрская работа | Авиатор               | Номинация | [ 36 ] |
| 2007 | Лучшая режиссёрская работа | Отступники            | Победа    | [ 37 ] |
| 2012 | Лучшая режиссёрская работа | Хранитель времени     | Победа    | [ 38 ] |
| 2020 | Лучшая режиссёрская работа | Ирландец              | Номинация | [ 39 ] |
| 2024 | Лучшая режиссёрская работа | Убийцы цветочной луны | Номинация | [ 40 ] |
| 2024 | Лучший сценарий            | Убийцы цветочной луны | Номинация | [ 40 ] |

## Заметки
1. 1 2 3  Совместно с Николасом Пиледжи
2. ↑  Совместно с Джеем Коксом
3. ↑  Совместно с Грэмом Кингом
4. ↑  Совместно с Леонардо Ди Каприо, Джои МакФарландом и Эммой Тиллинджер Коскофф
5. 1 2  Совместно с Робертом Де Ниро, Джейн Розенталь и Эммой Тиллинджер Коскофф
6. 1 2  Совместно с Дэном Фридкиным, Брэдли Томасом и Дэниэлом Лупи
7. ↑  Совместно с Ирвином Уинклером
8. ↑  Совместно с Оливией Харрисон и Найджелом Синклером
9. ↑  Совместно с Грэмом Кингом, Тимом Хэдингтоном и Джонни Деппом
10. ↑  Совместно с Эриком Ротом